# Premiera (film)
Premiera este un film românesc din 1976, regizat de Mihai Constantinescu după scenariul dramaturgului Aurel Baranga. Rolurile principale sunt interpretate de Carmen Stănescu, Radu Beligan, Toma Caragiu, Dem Rădulescu, Vasilica Tastaman, Aurel Giurumia și Gheorghe Dinică.
Acțiunea filmului are în centru pregătirea premierei piesei „Travesti” pe scena Teatrului Contemporan. Directoarea teatrului trebuie să facă față mai multor conflicte, ea făcând mai multe drumuri între biroul directorial și scenă. În acest timp, soțul ei care vrea „murături, poale-n brâu și așternuturi scrobite” așteaptă resemnat să fie primit în audiență și este invitat ultimul. Plecarea din sală, în timpul spectacolului, a unui funcționar important din conducerea statului (care fusese chemat de urgență) antrenează plecarea majorității spectatorilor și o critică acidă în presă. Ca urmare, actorii și personalul administrativ doresc să plece la alte instituții. În final, directoarea își dă seama că viața dusă de ea până atunci a fost falsă și cere modificarea textului piesei de teatru.

## Rezumat
Acțiunea filmului este concentrată pe perioada a două zile: ziua premierei piesei de teatru „Travesti” de Nicolae Arghir pe scena Teatrului Contemporan și ziua de după premieră. Alexandra Dan (Carmen Stănescu), directorul artistic al Teatrului Contemporan, are un program încărcat: dimineața își repetă rolul din noua piesă, împreună cu maestrul Titi Precup (Toma Caragiu), după-amiază are program de conducere (printre altele, în acea zi trebuie să aibă loc un concurs pentru angajarea de actori și o vizionare internă a piesei) și seara urmează să joace rolul feminin principal în piesa care are premiera.
Activitatea de la teatru este una plină de conflicte: maestrul Titi Precup, care nu-și știe replicile, se ceartă cu sufleorul Vasilică Savu (Emil Botta), pe care-l acuză că „sâsâie ca un gânsac”; repetiția la Othello este suspendată de regizorul Fanache Verzea (Dem Rădulescu) din cauza faptului că maestrul Gheorghe Mihoc (Gheorghe Dinică), interpretul rolului Iago, lipsește deoarece este ziua de salariu; dramaturgul Vasiliu (Mircea Șeptilici) o bate la cap pe directoare să-i pună în scenă noua piesă. Problemele se acumulează: este organizată o ședință la minister care se anulează apoi, în anticameră așteaptă o mulțime de oameni, printre care și Manuela Gherdan (Carmen Galin) care vrea să se prezinte la concurs, nu se găsesc mănuși în recuzita teatrului, o ziaristă de la „Făclia” vrea tocmai atunci să ia un interviu.
În plus, în anticameră așteaptă și soțul directoarei, dirijorul Mihai Dan (Radu Beligan), care este amânat permanent și pus să aștepte. Când intră în birou, el îi spune soției că problemele de acasă se acumulează și ele: spălătoreasa Coca a rămas însărcinată, cearșafurile au fost duse la spălătorie, dar a pierdut bonul, butelia a fost furată, frigiderul e defect și nu se găsesc piese, în baie s-a spart o țeavă de apă, chiria a rămas neplătită și a fost majorată, cățelul Gâlcă a sărit să-l muște pe copilul doctorului Dumitrescu, iar Nichi, copilul celor doi, nu a mai dat pe acasă de trei zile. Directoarea este pe fugă și-l abandonează pe soț în cameră, împreună cu Manuela. Necunoscându-l, Manuela îl întreabă pe dirijor dacă o cunoaște pe directoare, iar acesta răspunde că o cunoaște „din vedere”. Apoi, tânăra actriță o laudă pe directoare spunând că aceasta are noroc de un soț care-i un „papă lapte”. Mihai și Manuela se plimbă împreună și constată că au multe lucruri în comun.
Ajunsă acasă pentru o scurtă perioadă, Alexandra Dan este așteptată de Manuela, care o întreabă dacă este de acord să divorțeze pentru ca ea să se căsătorească cu Mihai. Soțul îi spune că el așteaptă de la o soție „murături, poale-n brâu și așternuturi scrobite”, iar Alexandra a devenit un robot și nu mai este femeia cu care s-a căsătorit. Pe drumul spre teatru, ea este abordată de soția tovarășului Boiangiu care i se plânge că soțul ei o înșală. Reîntoarsă la teatru, directoarea este așteptată de tovarășul Deleanu de la minister care-i cere să scoată niște replici cu pretinse aluzii politice (printre altele îi cere să scoată replica „Am pus-o de mămăligă” pentru că ar putea fi interpretată ca o aluzie la recolta slabă din acel an).
În timpul premierei, tovarășul Topală este chemat de urgență, iar plecarea lui antrenează plecarea și a altor spectatori, ceea ce face ca la coborârea cortinei sala să fie arhigoală. În acest timp, Nichi suferă un grav accident de circulație, iar directoarea și dirijorul se duc la spital și își dau seama că s-au înstrăinat unul de celălalt în cei 20 de ani de căsnicie, punând viața profesională mai presus de cea familială și neglijând educarea copilului.
În ziua următoare, interpretând plecarea tovarășului Topală ca un semn că nu i-a plăcut piesa, un critic literar scrie o recenzie în care practic desființează piesa de teatru. În lipsa directoarei, actorii și personalul administrativ al teatrului fac o analiză a premierei, scoțând-o vinovată numai pe directoare și decizând să părăsească teatrul. Directoarea sosește și primește pe toată lumea în audiență colectivă: maestrul Mihoc (căruia i se dăduse un anunț mortuar în ziar, după ce lipsise de la repetiții) își înaintează demisia, dar este scos din schema teatrului, maestrul Precup cere să fie transferat temporar la Teatrul Național, dar primește un transfer definitiv cu post cu tot, regizorul Fanache cere să i se aprobe transferul la Institutul de Teatru și i se aprobă doar cu condiția să nu mai revină, tovarășul Boiangiu cere să i se aprobe transferul la Circul de Stat și primește transferul doar cu condiția să fie pe post de dihor, maestrul Vasiliu cere retragerea piesei pentru a fi jucată la alt teatru și i se aprobă cedarea tuturor pieselor trecute. Singurul care face notă discordantă este sufleorul Vasilică care spune că el nu va pleca nici alungat, nici dat afară.
Între timp, tovarășul Topală sună la telefon și spune că piesa i s-a părut interesantă și va veni și la reprezentația de a doua zi. Directoarea îi spune dramaturgului că vrea ca la următoarea reprezentație a piesei „Travesti” să se introducă un monolog care să conțină un paragraf despre slugărnicie, lașitate și frică, „o arie a șobolanilor care fug atunci când se scufundă vaporul” și o arie a căinței. Ea afirmă că regretă că și-a neglijat viața personală, iar această discuție este auzită de soțul ei.

## Distribuție
- Carmen Stănescu — actrița Alexandra Dan, directorul artistic al Teatrului Contemporan
- Radu Beligan — dirijorul Mihai Dan, soțul Alexandrei Dan
- Toma Caragiu — maestrul Titi Precup, actor
- Dem Rădulescu — regizorul Fanache Verzea
- Vasilica Tastaman — Veronica, secretara teatrului
- Aurel Giurumia — tovarășul Boiangiu, administratorul teatrului
- Carmen Galin — actrița Manuela Gherdan
- Virgil Ogășanu — Dumitrașcu, secretarul literar al teatrului
- Emil Botta — sufleorul Vasilică Savu
- Mircea Șeptilici — maestrul Bibi Vasiliu, dramaturg
- Tamara Buciuceanu — soția lui Boiangiu
- Andrei Ralea — dramaturgul Nicolae Arghir
- Cristina Bugeanu
- Elena Caragiu — actrița Gina Ene de la un teatru din provincie
- Constantin Fugașin — Nichi, fiul lui Mihai și al Alexandrei Dan
- Rodica Popescu-Bitănescu — Coca, menajera din casa familiei Dan
- Florina Cercel — ziarista de la revista Făclia
- Constantin Bărbulescu — medicul chirurg
- Chiril Economu
- Grigore Nagacevski — Deleanu, funcționarul ministerial care transmite indicații
- Alexandra Polizu
- Gheorghe Novac
- Nicolae Relea
- Iuliana Delea
- Elefterie Voiculescu
- Astra Dan
- Alexandru Drăgan
- Gheorghe Cristescu
- Traian Zecheru
- Alexandru Vasiliu
- Vasile Dumitru
- Ana Vlădescu-Aron
- Gheorghe Dinică — maestrul Gheorghe Mihoc, artist emerit

## Producție
Scenariul filmului a fost scris de Aurel Baranga. El a fost achiziționat de casa de filme în mai 1975. Filmul a intrat în faza de producție la 10 decembrie 1975.  Filmările au avut loc în perioada 8 martie - 12 mai 1976 și au fost realizate în principal la Buftea. Regizori secunzi au fost Aurel Damian și Florica Fulgeanu.
Muzica filmului a fost compusă de Temistocle Popa și interpretată de Orchestra Operei Române dirijată de Paul Popescu. Filmul a fost aprobat de Direcția Generală a Presei și Tipăriturilor la 26 octombrie 1976. Copia standard a fost finalizată la 27 octombrie 1976. Cheltuielile de producție s-au ridicat la 2.827.000 lei. 

## Recepție
Filmul Premiera a fost vizionat de 1.607.781 de spectatori la cinematografele din România, după cum atestă o situație a numărului de spectatori înregistrat de filmele românești de la data premierei și până la data de 31.12.2007 alcătuită de Centrul Național al Cinematografiei. 
Dramaturgul Teodor Mazilu a afirmat că filmul „Premiera” conține o „imagine vulgară despre fericire”, fiind plin de trufie, falsitate și întuneric, Florian Potra apreciază că este un „film regizat în mod mediocru, dacă nu submediocru”, în timp ce criticul Ecaterina Oproiu a constatat că „lipsa de originalitate, de accente, de intenție plastică duce autenticitatea până la inexpresivitate și, uneori, dincolo de ea”. 
În „Istoria filmului românesc (1897-2000)” (Ed. Fundației Culturale Române, București, 2000), criticul Călin Căliman considera că „regizorul a greșit «tactic», optând pentru o «punere în scenă» (strict teatrală), pentru a demonstra... imixtiunea teatrului în viața cea de toate zilele”. În ciuda unor recitaluri „de virtuozitate” (Carmen Stănescu, Carmen Galin), filmul creează impresia că replicile mânuiesc personajele și nu invers, cum ar fi fost normal. 
Criticul Tudor Caranfil a dat filmului două stele din cinci și a făcut următorul comentariu: „Aurel Baranga elaborează un scenariu urmând firul propriei piese de teatru («Travesti») a cărui esențială virtute constă în energia dialogului. Lăsând deoparte melodrama educativă, rămân de semnalat atmosfera teatrului, conflictele și sensibilitățile actorilor.” 
Jurnalistul Cristian Tudor Popescu, doctor debutant în cinematografie și profesor asociat la UNATC, considera că filmul Premiera se înscrie printre filmele care prezintă „un univers fictiv, o Românie paralelă”.